# JRバス
JRバス（ジェイアールバス）とは、JR旅客鉄道会社6社の子会社であるバス事業者、またそれらのバス事業者が運行するバスの総称。国鉄バスを前身とする。略称は「JR-B」。
2023年現在、以下の8社が存在する。
1. ジェイ・アール北海道バス（北海道旅客鉄道子会社）
2. ジェイアールバス東北（東日本旅客鉄道子会社）
3. ジェイアールバス関東（東日本旅客鉄道子会社）
4. ジェイアール東海バス（東海旅客鉄道子会社）
5. 西日本ジェイアールバス（西日本旅客鉄道子会社）
6. JRバス中国（西日本旅客鉄道子会社）
7. ジェイアール四国バス（四国旅客鉄道子会社）
8. JR九州バス（九州旅客鉄道子会社）

## 概要
元は、日本国有鉄道が鉄道路線（未成線）の先行開業などとして運行していた国鉄バスを、1987年4月の分割民営化に際して、JR旅客鉄道会社が事業を引き継いだものである。民営化時の合意により、本州3社（JR東日本、JR東海、JR西日本）は翌年4月に子会社を設立してバス事業を分離・子会社化した一方で、三島会社（JR北海道、JR四国、JR九州）については、直営とされた。その後、2000年代に三島会社のバス事業も相次いで分離・子会社化され、2004年のJR四国を最後に、バス事業の分社化が完了している。
近年では沿線の過疎地域化により、ジェイ・アール北海道バスにおける札幌都市圏路線の例外的なドル箱路線を除いて一般路線バスは全体的に縮小傾向にあり（もともと赤字路線が多かったため）、特にジェイアール東海バスでは2009年9月30日を以て一般路線バス事業から完全に撤退している。その一方で高速バスには積極的に力を入れ、昼特急や夜行高速バス「ドリーム号」のような主要都市圏同士を結ぶ区間が東名・名神間を走行する路線を中心に多数存在している。
社名について、発足当時はラテン文字のアルファベットを商号に登記できなかった事情もあり、全社とも登記上では「JR」の表記が「ジェイアール」（北海道はジェイ・アールと中黒表記）と片仮名であった。その後、商業登記規則の改正によりアルファベット表記での登記も可能となり、2012年7月1日にジェイアール九州バスがJR九州バスに、2024年9月1日に中国ジェイアールバスがJRバス中国に社名を変更したが、他の各社は引き続き片仮名表記のままである。JR時刻表（交通新聞社発行）などでは「JRバス関東」などのように「JRバス」で表記されているが、ジェイ・アール北海道バスのみは他のJRバス各社とは異なり「JR北海道バス」とは表記されない。
なお2010年代以降、鉄道路線の災害からの復旧を目的としたBRT（バス高速輸送システム）の3路線（気仙沼線BRT・大船渡線BRT・日田彦山線BRT）が運行されており、うち日田彦山線BRTはJR九州バスが運営しているが、これらはJRバスとしての路線網からは区別して扱われる。

## 沿革
民営化以前は国鉄バスを参照。
- 1987年（昭和62年）4月1日 - 国鉄分割民営化。国鉄バスはJR旅客鉄道6社に下記のように引き継がれる。
  - 北海道地方自動車部→JR北海道自動車事業部
  - 東北地方自動車部→JR東日本東北自動車事業部
  - 関東地方自動車局→JR東日本関東自動車事業部
  - 中部地方自動車局→JR東海自動車事業部
  - 近畿地方自動車局→JR西日本近畿自動車事業部
  - 中国地方自動車局→JR西日本中国自動車事業部
  - 四国総局自動車管理室→JR四国自動車事業部
  - 九州地方自動車部→JR九州自動車事業部
- 1988年（昭和63年）4月1日 - JR東日本・JR東海・JR西日本の自動車部門を分離・子会社化。
  - JR東日本東北自動車事業部→ジェイアールバス東北株式会社
  - JR東日本関東自動車事業部→ジェイアールバス関東株式会社
  - JR東海自動車事業部→ジェイアール東海バス株式会社
  - JR西日本近畿自動車事業部→西日本ジェイアールバス株式会社
  - JR西日本中国自動車事業部→中国ジェイアールバス株式会社
- 1998年（平成10年）7月1日 - JRバス発足10周年を記念した8社共同キャンペーン「バス旅フォトラリー」実施（事務局：弘済出版社、2000年3月まで）
- 2000年（平成12年）4月1日 - JR北海道自動車事業部を分離・子会社化。ジェイ・アール北海道バス株式会社営業開始。
- 2001年（平成13年）7月1日 - JR九州自動車事業部を分離・子会社化。ジェイアール九州バス株式会社営業開始。
- 2004年（平成16年）4月1日 - JR四国自動車事業部を分離・子会社化。ジェイアール四国バス株式会社営業開始。
- 2008年（平成20年）5月1日 - JRバス発足20周年を記念した8社共同企画「高速バス乗り放題きっぷ」発売。
- 2009年（平成21年）9月30日 - ジェイアール東海バスが一般路線バス事業から全面撤退。JRバス8社の中では初めて。
- 2012年（平成24年）7月1日 - ジェイアール九州バス株式会社がJR九州バス株式会社に商号変更。
- 2024年（令和6年）9月1日 - 中国ジェイアールバス株式会社がJRバス中国株式会社に商号変更[1]。

## 代表的な車両
JR九州バスの車両を除いて、ほとんどの車両の車体側面にはツバメが描かれている。ツバメのデザインは会社・車両により形や目の有無などの差異が存在する。
一般デザインの車両の場合JR北海道バス、JRバス東北、中国JRバス、JR四国バスは旧国鉄バスを踏襲したような真ん中にブルーを帯びたデザインが特徴である。逆にJRバス関東とJR九州バス及び撤退前のJR東海バスは自社の高速バスを踏襲したデザインであり、西日本JRバスに限っては現在の標準デザインは自社が導入していない高速で一般的なJRバスカラーのデザインに差し色として自社オリジナルのウェンズピンクを入れたカラーになっている。

### 一般路線用車両

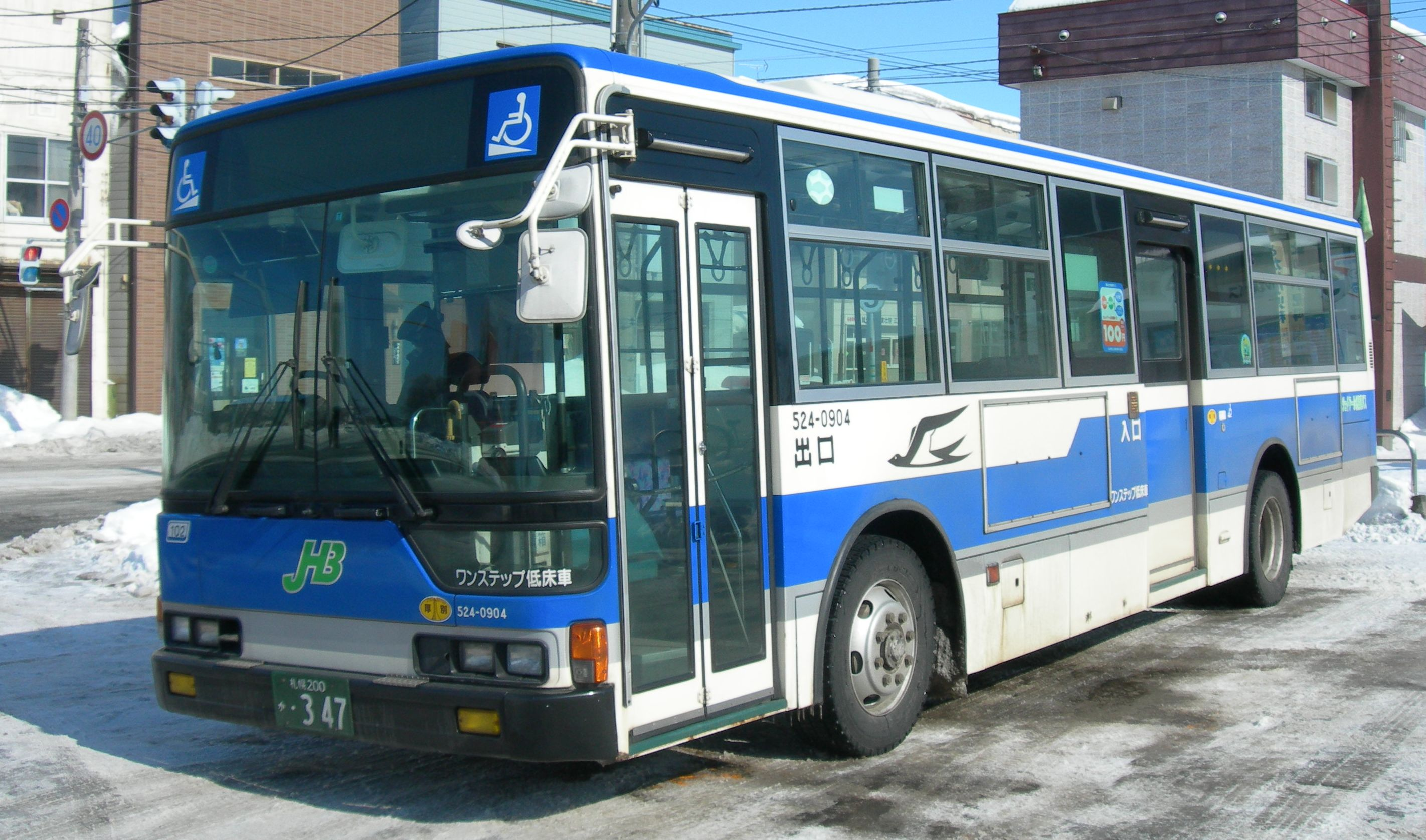
JR北海道バス 524-0904
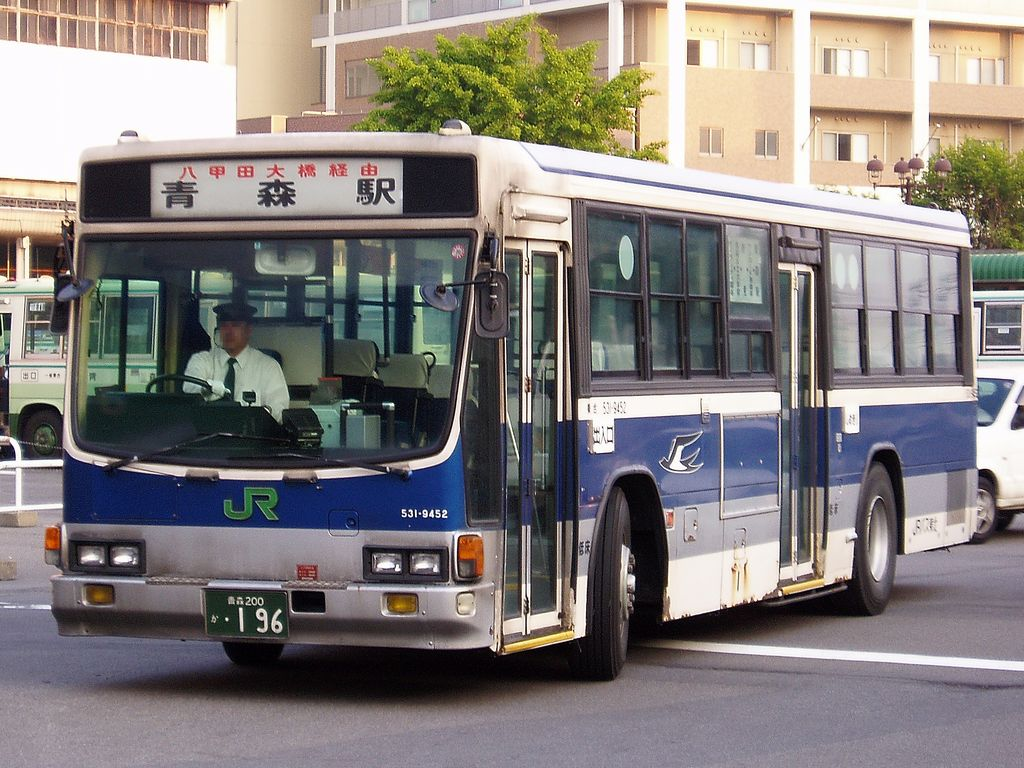
JRバス東北 531-9452
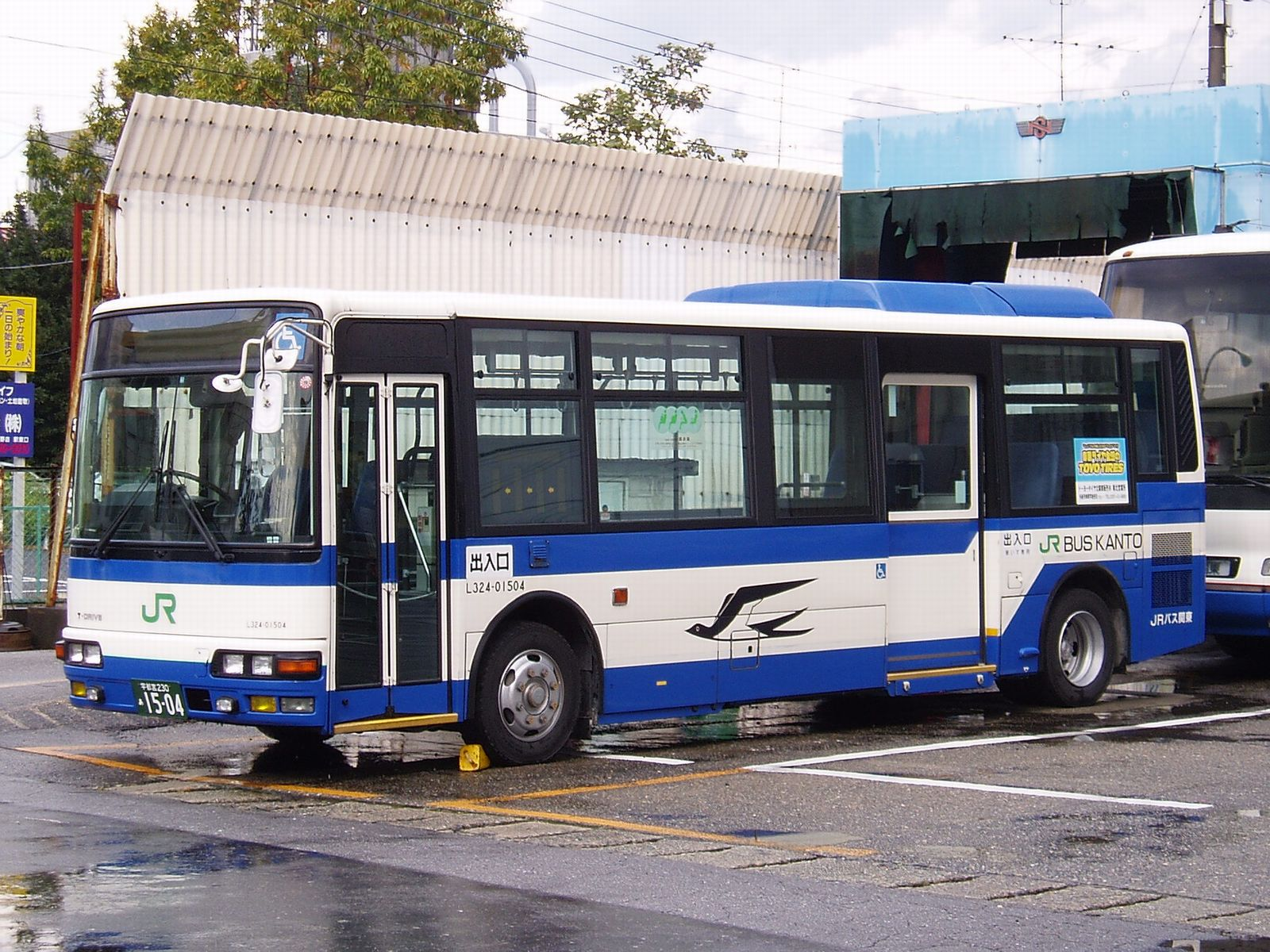
JRバス関東 L324-01504
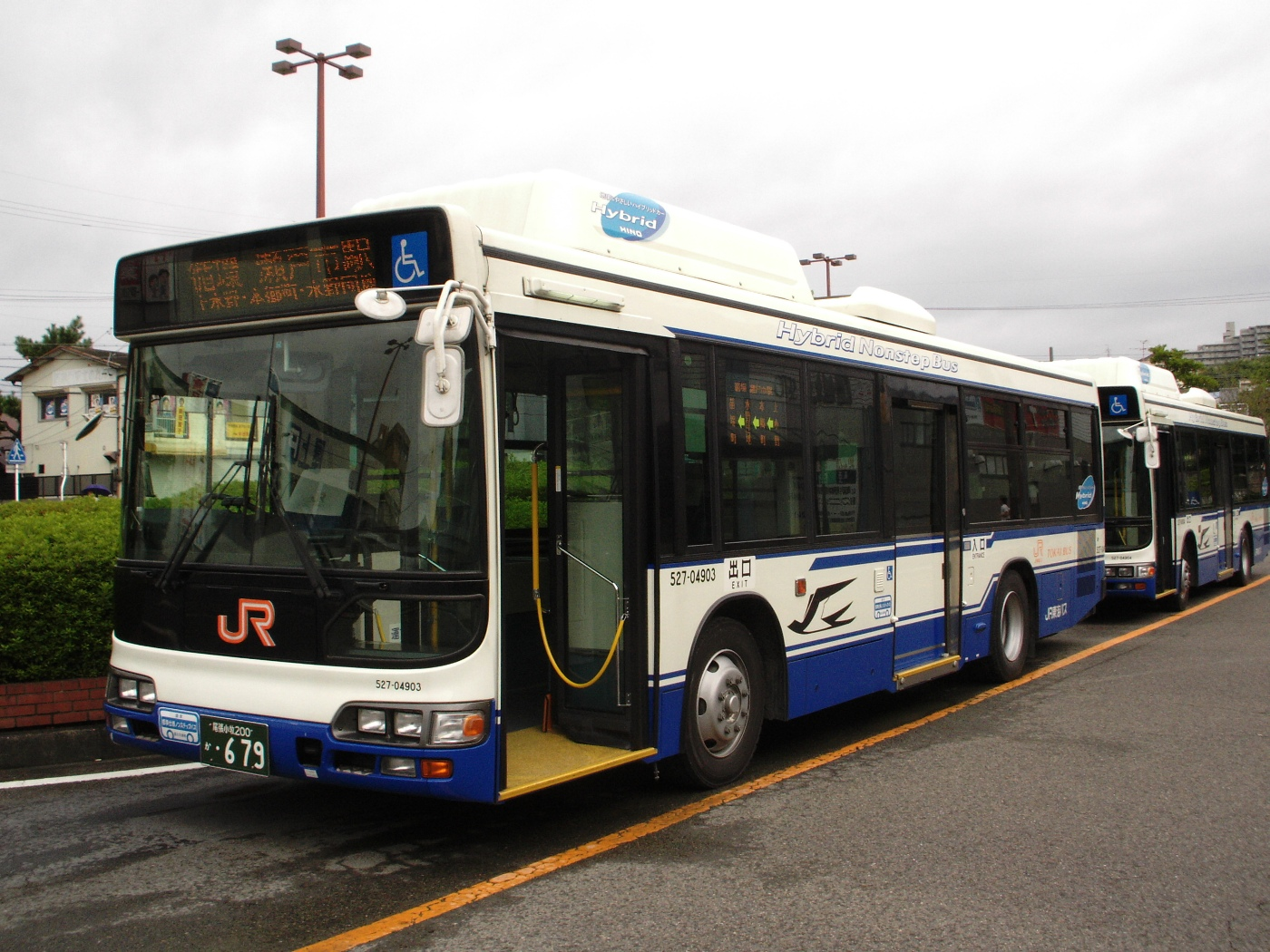
JR東海バス 527-04903
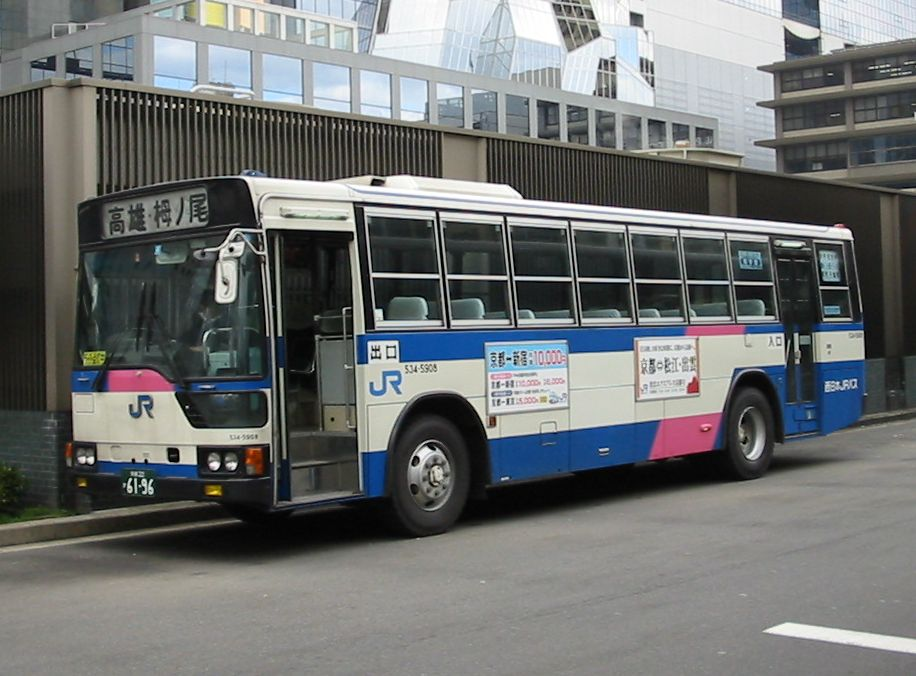
西日本JRバス 534-5909
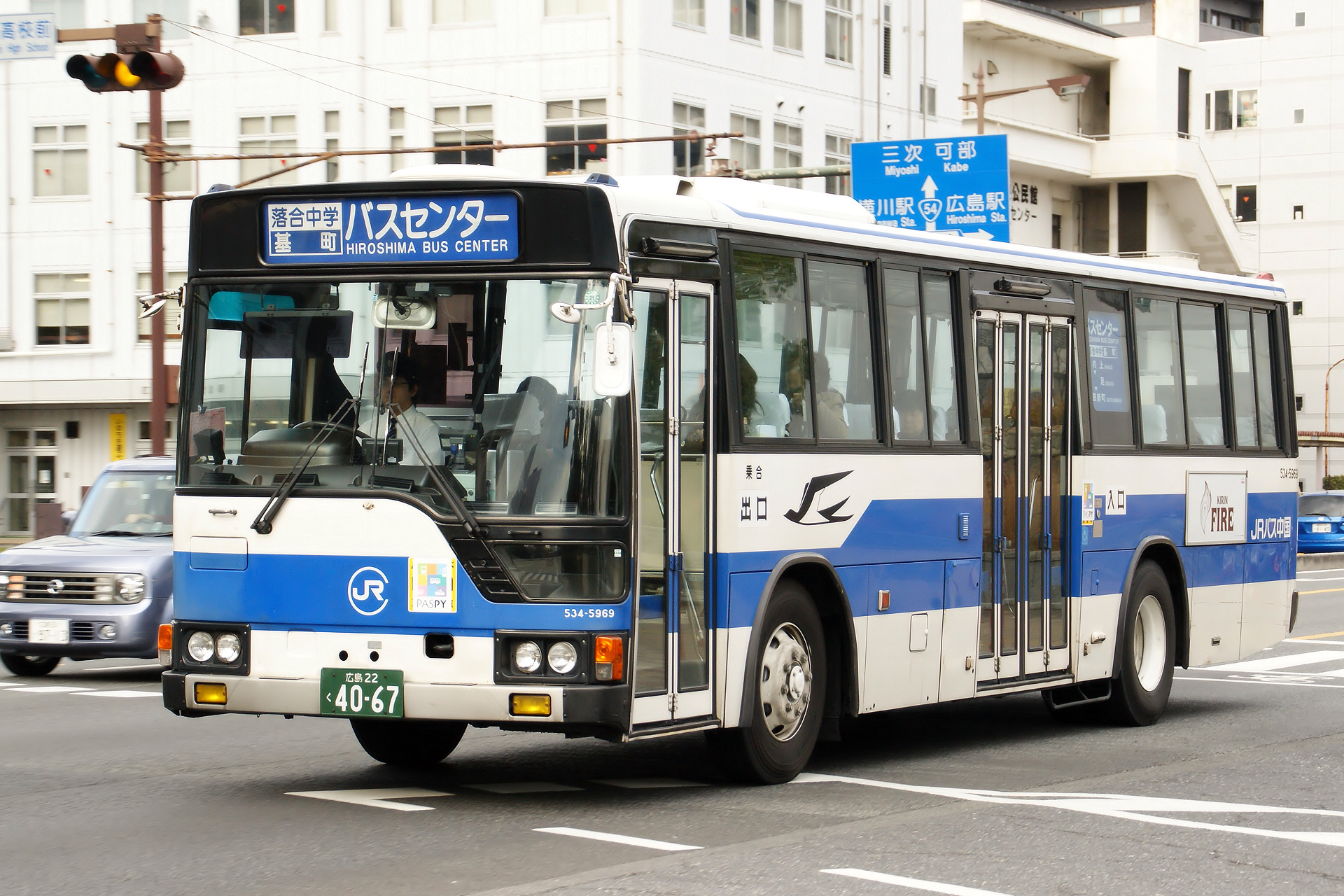
中国JRバス 534-5969
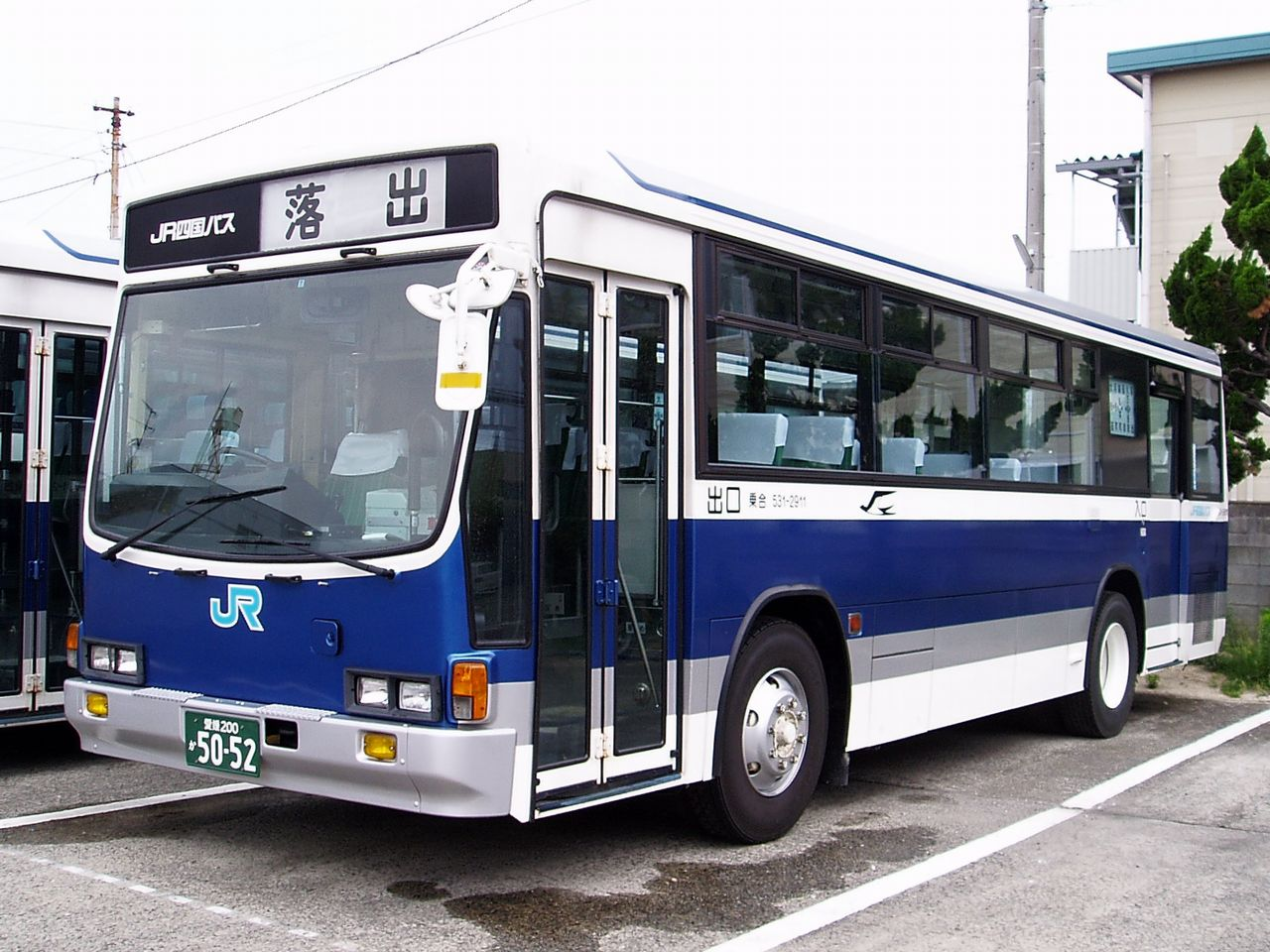
JR四国バス 531-2911
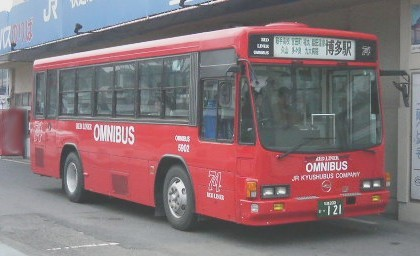
JR九州バス 431-5902

### 高速用車両
JRバス東北、JRバス関東、JR東海バス、中国JRバスが共通したカラーリングを車両に採用されていたが、2023年からは本州以外で初のJR北海道バスも加わりJR系バス5社が共通したカラーリングの車両が在籍（ただし過去に貸切車がJRの営業区域外である沖縄にて那覇バスと沖縄バスがJRグループと特約で同デザインを貸切運行されていた）。

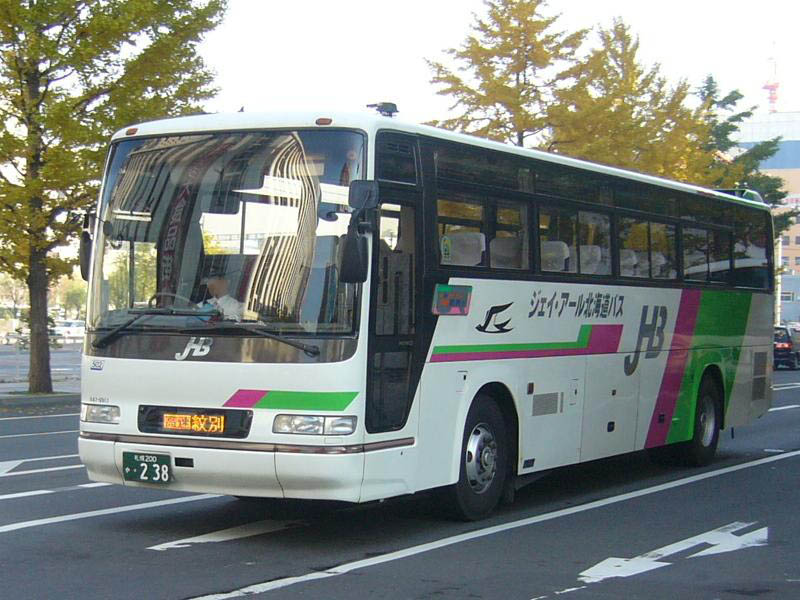
JR北海道バス 647-9913
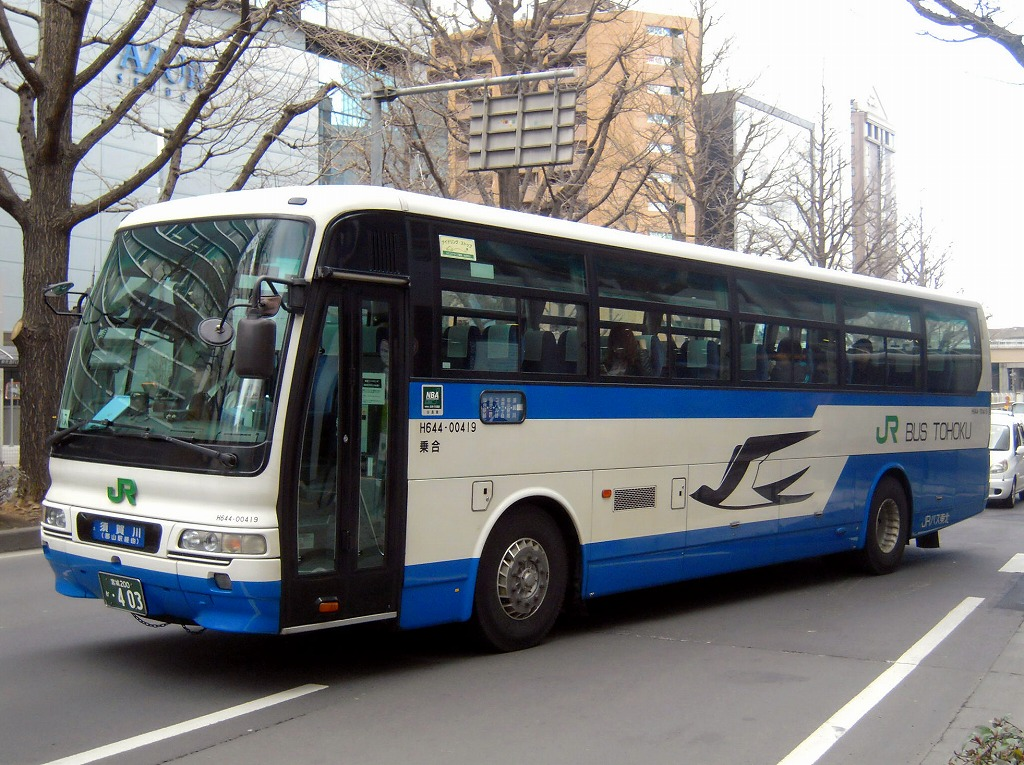
JRバス東北 H644-00419
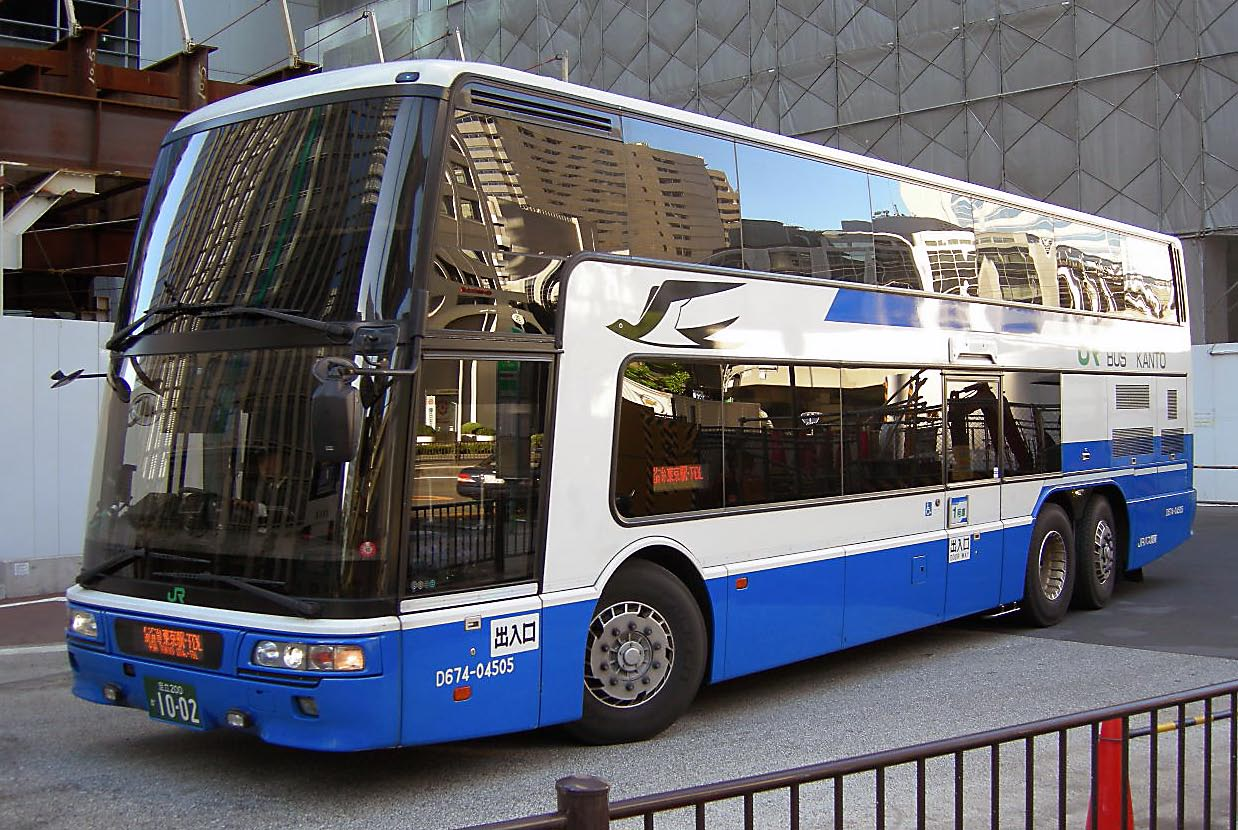
JRバス関東 D674-04505
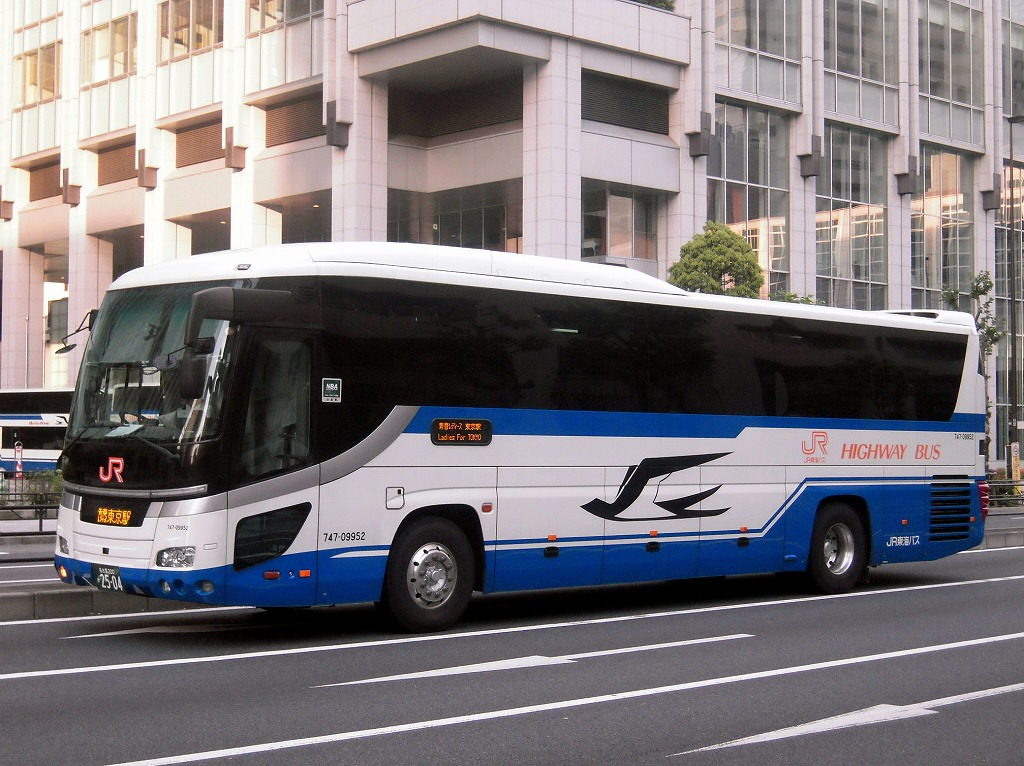
JR東海バス 747-09952
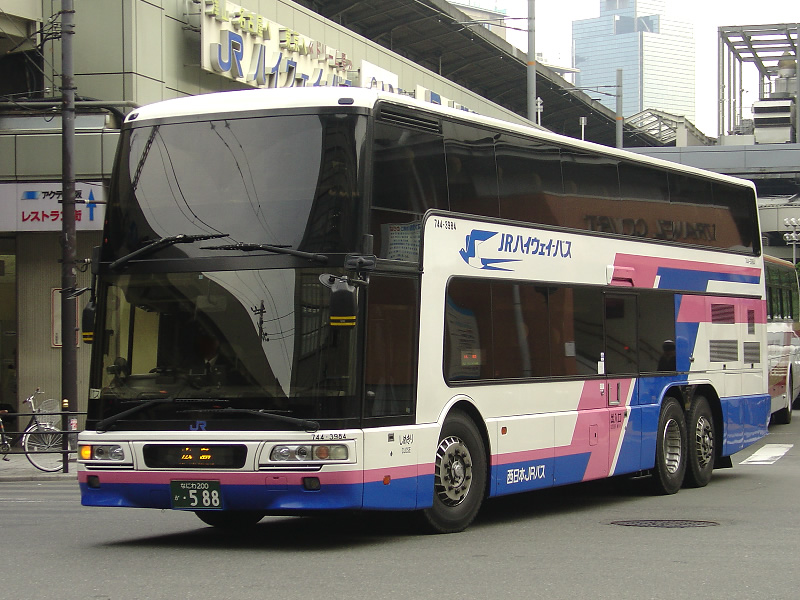
西日本JRバス 744-3984
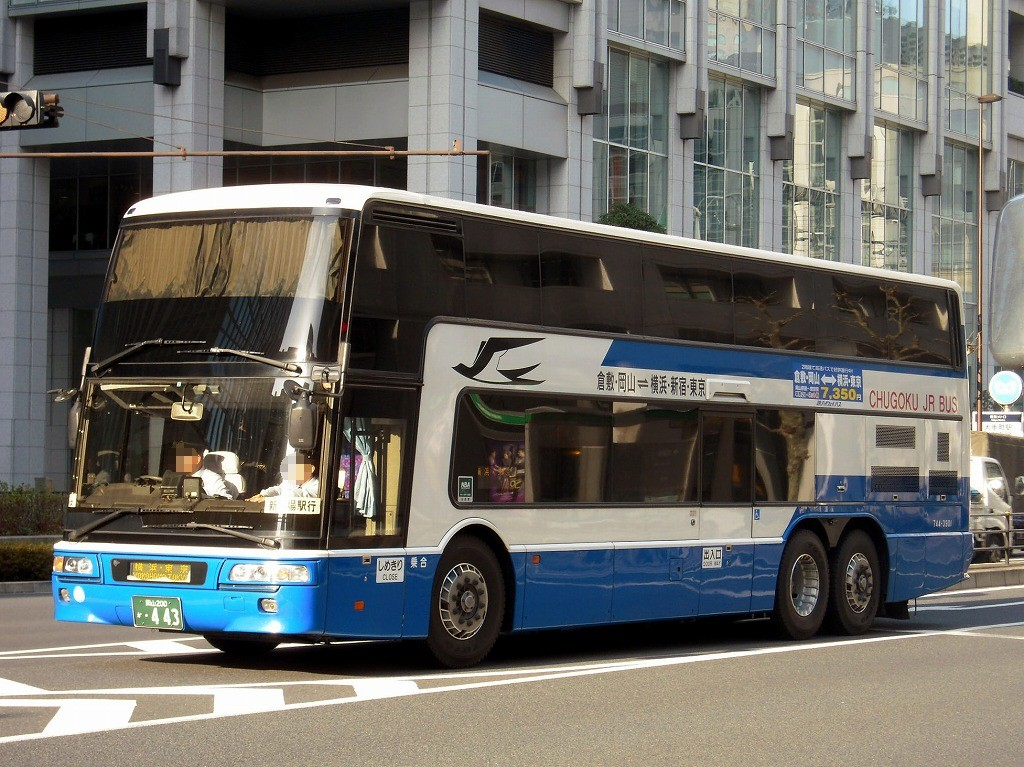
中国JRバス 641-5906
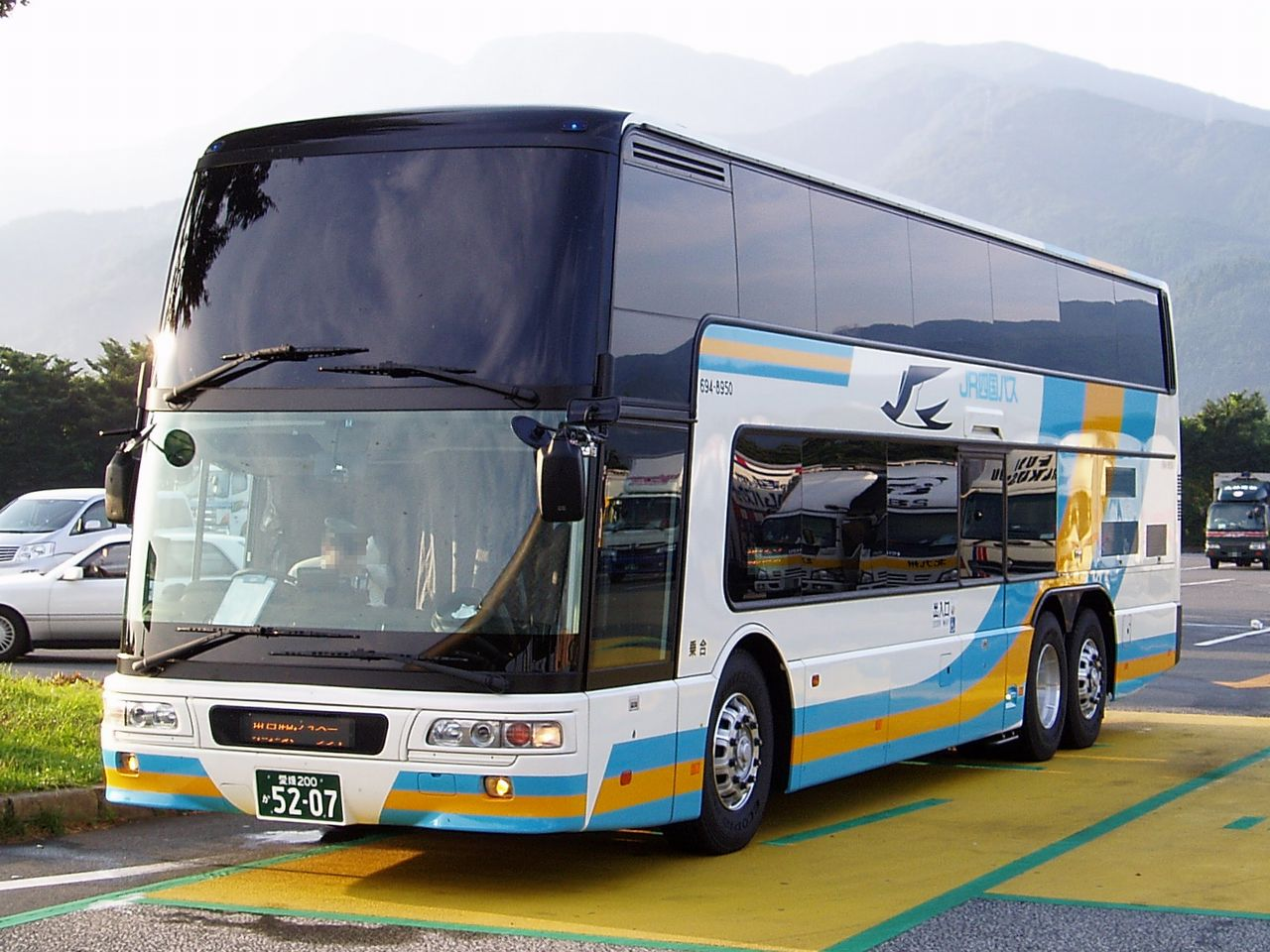
JR四国バス 694-8950
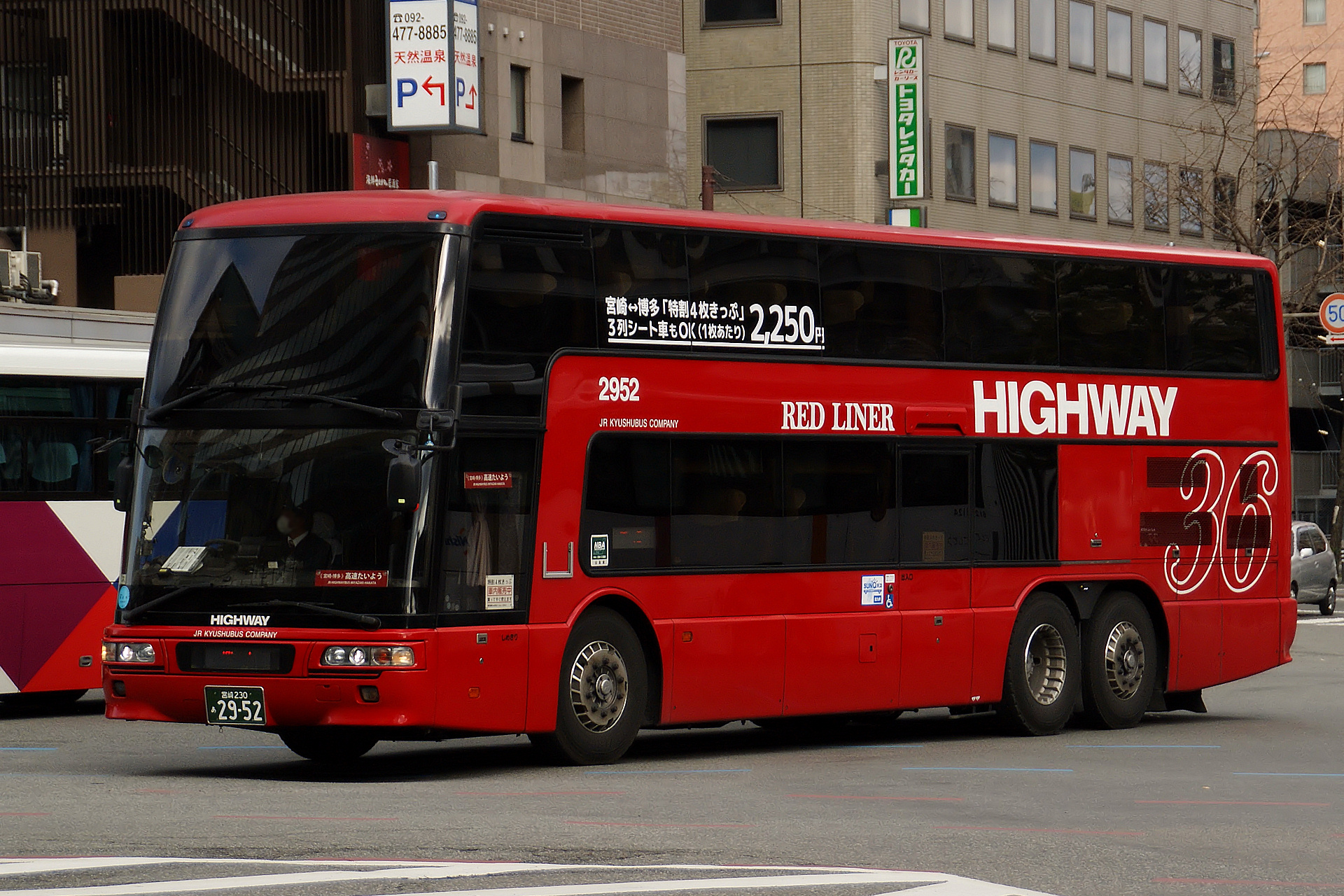
JR九州バス 744-2952

## 車両所有台数
- ジェイ・アール北海道バス 280台（1987年）→333台（1996年）→447両（2005年）→457両（2008年）→461両（2012年）→430両（2018年）→428両（2020年）
- ジェイアールバス東北 371台（1996年）→245両（2005年）→236両（2012年）→202両（2018年）→197両（2020年）
- ジェイアールバス関東 492両（1988年）→536両（2002年）→532両（2005年）→504両（2008年）→392両（2012年）→433両（2018年）→432両（2020年）
- ジェイアール東海バス 170両（2005年）→111両（2012年）→117両（2018年）→116両（2020年）
- 西日本ジェイアールバス 574台（1988年）→365台（1995年）→293両（2005年）→294両（2008年）→271両（2012年）→277両（2018年）→273両（2020年）
- 中国ジェイアールバス 372台（1988年）→361台（1995年）→280両（2005年）→281両（2008年）→292両（2012年）→255両（2018年）→262両（2020年）
- ジェイアール四国バス 158台（1996年）→125両（2005年）→130両（2008年）→119両（2012年）→109両（2018年）→103両（2020年）
- JR九州バス 236台（1996年）→160両（2005年）→151両（2008年）→111両（2018年）→110両（2020年）

## ICカードの導入
一般路線を運行していないジェイアール東海バス以外のJRバス各社は、路線によってはICカードを導入している。導入しているICカードは親会社が発行しているICカード（Suica、ICOCA）を導入している場合もあるが、地域連携ICカードや地域固有のICカードを導入している路線もある。各ICカードや利用可能な路線の詳細は各項目を参照。
◎：交通系ICカード全国相互利用サービス対応カードは利用可能
○：導入しているICカードは利用可能かつ、交通系ICカード全国相互利用サービス対応カードは片方向利用可能
△：導入しているICカードのみ利用可能（交通系ICカード全国相互利用サービス対応カードは利用不可）
| 事業者                   | 導入 カード | 発行事業者                | 導入路線 | 交通系ICカード 全国相互利用 サービス対応 |
| ------------------------ | ----------- | ------------------------- | --- | ---------------------------------------- |
| ジェイ・アール北海道バス | SAPICA      | 札幌総合情報センター      | 札幌都市圏管内の路線 日勝線 高速おたる号 | ○                                        |
| ジェイアールバス東北     | Suica       | 東日本旅客鉄道            | 仙台 - 古川線 アーバン号 みずうみ号 おいらせ号 | ◎                                        |
| ジェイアールバス東北     | AOPASS      | 青森市企業局交通部        | 青森空港線 横内線 | ◎                                        |
| ジェイアールバス東北     | iGUCA       | 岩手県北自動車            | 早坂高原線 白樺号 スワロー号 | ◎                                        |
| ジェイアールバス関東     | Suica       | 東日本旅客鉄道            | 東京駅を発着する一部の高速バス 土浦支店、 佐野支店、長野原支店、成田空港支店各管内の一般路線                                                         | ◎                                        |
| ジェイアールバス関東     | LOCOCA      | 新常磐交通                | 白棚線 | ◎                                        |
| ジェイアールバス関東     | totra       | 関東自動車                | 宇都宮支店、西那須野支店各管内の一般路線 | ◎                                        |
| 西日本ジェイアールバス   | PiTaPa      | スルッとKANSAI            | 金沢営業所管内の一般路線 若江線 高雄・京北線 中国ハイウェイバス 有馬エクスプレス号 神戸三田プレミアム・アウトレット号 大阪・神戸～淡路島間の高速バス | ◎                                        |
| JRバス中国               | ICOCA       | 西日本旅客鉄道            | 広島支店、東広島支店、山口支店管内の一般路線 いさりび号 グリーンフェニックス エアポートリムジン クレアライン ひろしまめいぷるーぷ スーパーはぎ号     | ◎                                        |
| ジェイアール四国バス     | ですか      | ですか                    | 大栃線 | △                                        |
| JR九州バス               | nimoca      | ニモカ                    | 直方線 イオンモール福津循環バス 嬉野線 | ◎                                        |
| JR九州バス               | RapiCa      | JR九州バス （鹿児島支店） | 北薩線 | △                                        |